# EgyptAir-vlucht 990

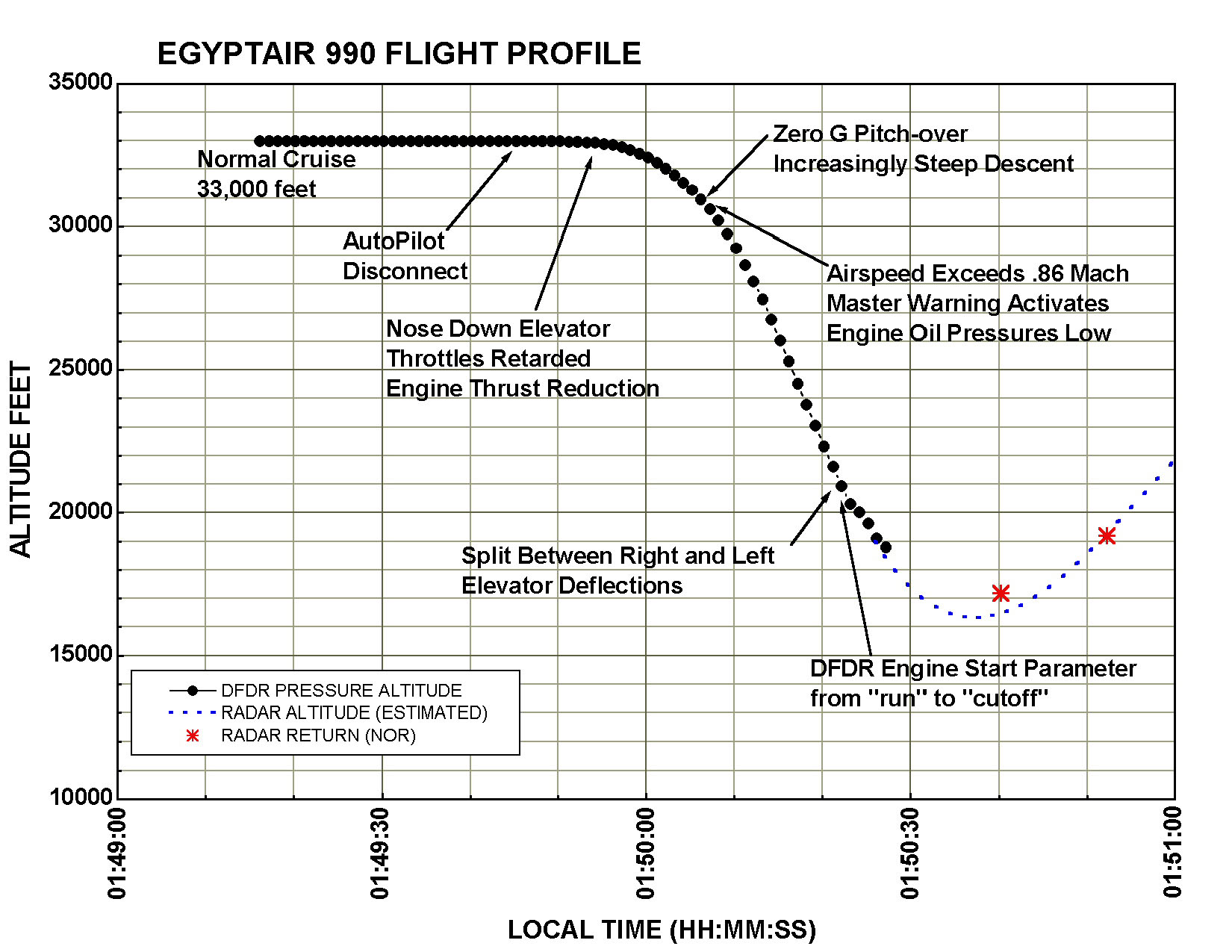
Vluchtprofiel van EA990 (bron:NTSB)

EgyptAir-vlucht 990 (MSR990) was een vliegtuig dat op 31 oktober 1999 tijdens een vlucht van Los Angeles naar Caïro neerstortte in de Atlantische Oceaan, ongeveer 100 kilometer ten zuiden van Nantucket. Geen van de 217 inzittenden overleefde de ramp.

## Vluchtdetails
Vlucht 990 was een vliegtuig van het type Boeing 767-366ER, dat gebruikt werd door EgyptAir. Het toestel was geregistreerd als SU-GAP, en droeg de naam Tuthmosis III, vernoemd naar een farao uit de 18e dynastie van Egypte. Er vlogen 14 bemanningsleden mee met het toestel en 203 passagiers. Onder de passagiers bevonden zich 30 Egyptische militairen waarvan twee brigadiers-generaal, een kolonel, een majoor en vier luchtmachtofficieren.
Vanwege de geplande vluchttijd moest het toestel een dubbele crew aan boord hebben, elk bestaande uit een piloot en een copiloot. De eerste crew was de "active crew" en de andere de "cruise crew". De active crew moest het toestel op laten stijgen en de eerste vier tot vijf uur vliegen. Daarna zou de cruise crew het overnemen en het vliegtuig besturen tot twee uur voor de landing. Op dat punt zou de active crew de besturing weer overnemen. De piloot van de active crew was tevens gezagvoerder over de gehele bemanning.
Op het moment van het ongeval bestond de crew uit gezagvoerder Amal El Sayed en copiloot Gameel Al-Batouti. Toen de gezagvoerder een sanitaire stop maakte en Al-Batouti alleen was in de cockpit schakelde hij de automatische piloot uit. Vervolgens duwde hij de knuppel naar voren en liet het vliegtuig een duikvlucht maken. Al-Batouti zei elf keer: 'Ik vertrouw op God'.

## De ramp
Net als alle trans-Atlantische commerciële vluchten werd vlucht 990 in de gaten gehouden via een systeem van routes genaamd North Atlantic Tracks. Vlucht 990 werd als enige toestel toegewezen aan de North Atlantic Track Zulu. Er waren ook een paar militaire gebieden op de route, maar die werden in de nacht van de ramp niet gebruikt.
Na te zijn opgestegen werd vlucht 990 afgehandeld door drie verschillende luchtverkeersleiders. Het vliegtuig had net als alle commerciële toestellen een mode C transponder, die automatisch de hoogte van het toestel doorgeeft aan de luchtverkeersleiding. Om 1:44 gaf de transponder aan dat het toestel was afgeweken naar vliegniveau (FL) 330. Drie minuten later vroeg de luchtverkeersleiding de piloten om een andere frequentie op te zoeken voor betere communicatie. De piloten bevestigden de nieuwe frequentie, maar dit was het laatste bericht dat de luchtverkeersleiding van het toestel ontving. Daarna verdween alle radiocontact.
Kort hierop kwam het toestel in een scherpe daling terecht:
- 0649:53Z – FL 329
- 0650:05Z – FL 315
- 0650:17Z – FL 254
- 0650:29Z – FL 183

In amper 36 seconden daalde het vliegtuig 14600 voet. De luchtverkeersleiding verloor tevens radarcontact met het vliegtuig. Twee minuten later zocht de luchtverkeersleiding contact met ARINC om te bepalen of vlucht 990 wellicht te vroeg was overgeschakeld naar de andere frequentie, en er daarom geen radiocontact meer was. ARINC probeerde vlucht 990 op te roepen via SELCAL, maar kreeg ook geen contact. De luchtverkeersleiding zocht vervolgens contact met een vliegtuig dat in hetzelfde gebied vloog als vlucht 990, Lufthansa-vlucht 499. De piloten van dit toestel beweerden ook geen contact te kunnen krijgen met vlucht 990, en ook geen ELT-signalen te ontvangen. Air France-vlucht 439 werd gevraagd om over de laatste bekende locatie van vlucht 990 te vliegen, maar volgens de piloten was hier niets ongewoons te zien.
Hierop werd een search-and-rescueoperatie ingezet. Vooral de United States Coast Guard (USCG) werd hiervoor ingezet. Om 3:00 vertrok een HU-25 Falcon van de luchtbasis Cape Cod Mass, en bereikte als eerste het gebied waar vlucht 990 voor het laatst door de radar was waargenomen. Alle USCG cutters in het gebied kregen opdracht naar het vliegtuig te zoeken, en ook andere schepen in het gebied kregen de opdracht de luchtverkeersleiding op de hoogte te houden.
Bij zonsopkomst vond een trainingsschip van de United States Merchant Marine Academy een olievlek en kleine brokstukken. Zoekacties gingen nog geruime tijd door, maar het enige dat werd gevonden was meer puin en een enkel lijk. Op 1 november 1999 werden de zoekacties naar overlevenden gestaakt. In plaats daarvan begon men naar meer brokstukken te vissen op de zeebodem. In totaal werden twee bergingsacties op touw gezet, waarvan bij de tweede, in maart 2000, onder andere de tweede motor van het vliegtuig werd teruggevonden.

## Onderzoek

### Vluchtdata
Het onderzoek naar de crash werd geleid door de National Transportation Safety Board, samen met de Egyptian Civil Aviation Authority (ECAA). Andere betrokkenen waren de Federal Aviation Administration, de Federal Bureau of Investigation, de United States Coast Guard, de U.S. Department of Defense, de National Oceanic and Atmospheric Administration, Boeing Commercial Airplanes, EgyptAir, en Pratt & Whitney Aircraft Engines.
De vluchtdata toonden aan dat het hoogteroer van vlucht 990 was gebruikt om de diepe daling die het toestel onderging te behouden. Het vliegtuig was in 44 seconden tijd van 33.000 voet (FL330) gedaald naar 16.000 voet, daarna weer geklommen naar 24.000, en vervolgens begonnen aan de laatste duik waarbij het toestel in zee stortte. Op de cockpitvoicerecorder hoorde men de copiloot regelmatig zeggen "I rely on God", terwijl de gezagvoerder reageerde met "What is this?" tijdens de duik. Er waren geen andere vliegtuigen in het gebied, en onderzoekers vonden niets dat wees op een ontploffing of technisch mankement aan boord. De motoren functioneerden normaal, maar zijn bewust afgezet tijdens de duikvlucht. Een herstart was ook niet meer mogelijk, daar de motoren afbraken tijdens de duikvlucht, door de enorme druk.
Twee weken na de crash verklaarde de NTSB dat de ramp mogelijk een criminele activiteit was, en droeg het onderzoek over aan de FBI. Omar Suleiman, hoofd van de Egyptische intelligence, reisde af naar Washington om zich bij het onderzoeksteam te voegen.

### Verklaring van Hamdi Hanafi Taha
In februari 2000 zocht piloot Hamdi Hanafi Taha van EgyptAir 767 politiek asiel in Londen. In zijn verklaring aan de Britse autoriteiten beweerde hij meer te weten van de toedracht achter het neerstorten van vlucht 990. Volgens eigen zeggen wilde hij een einde maken aan alle leugens rond de ramp, en hij legde de schuld bij de directie van EgyptAir. De NTSB en FBI stuurden direct mensen naar Londen om Taha te ondervragen. Volgens Taha was Al-Batouti luttele uren voor de vlucht gedegradeerd door een leidinggevende van EgyptAir, die zich op de bewuste vlucht bevond. Osama El-Baz, een adviseur van de Egyptische president Hosni Moebarak, was echter sceptisch over het feit dat Taha iets zou weten over vlucht 990. EgyptAir deed Taha’s beweringen van de hand als verzinsels. Taha’s informatie bleek van weinig nut voor de onderzoekers en zijn verzoek voor asiel werd afgewezen.

### Conclusies
De NTSB kwam op 21 maart 2002, na twee jaar onderzoek, met zijn uiteindelijke rapport over de ramp. De conclusie luidde dat de ramp was veroorzaakt doordat het toestel was afgeweken van de normale vliegroute, mede door toedoen van de piloot. De reden dat de piloot dit had gedaan bleef onbekend; mogelijk wilde hij zelfmoord plegen.
De ECAA kwam eveneens met een rapport, maar trok iets andere conclusies. Volgens dit rapport stuurde de piloot het toestel niet opzettelijk de oceaan in; nergens uit het onderzoek en uit de gesprekken van de cockpitvoicerecorder zou dit blijken. Ook was er geen bewijs van technische mankementen aan het vliegtuig. Het rapport liet de mogelijkheid open dat de piloot had geprobeerd uit te wijken voor een onbekend object en daarbij de controle over het toestel had verloren.

### Kritiek
Het onderzoek en de getrokken conclusies leidden tot kritiek van de Egyptische overheid, die zelf met meerdere theorieën kwam dat er wel iets mis was met het vliegtuig. Al deze theorieën werden getoetst door de NTSB, maar geen enkele kwam overeen met de feiten. Desondanks wordt er nog steeds getwijfeld aan sommige conclusies van het onderzoek, vooral in Egypte.

## Vergelijkbare scenario's
In de geschiedenis van de luchtvaart komt het doelbewust laten neerstorten van een vliegtuig niet vaak voor, maar er zijn voorbeelden van vergelijkbare scenario's bekend.
- Japan Airlinesvlucht 350, 9 februari 1982[12]
- Royal Air Marocvlucht 630, 21 augustus 1994[13]
- SilkAirvlucht 185, 19 december 1997[14]
- LAM Mozambique Airlines-vlucht 470, 29 november 2013[15]
- Germanwings-vlucht 9525, 24 maart 2015